# Meghan (imię)
Meghan – imię żeńskie będące 1 ze zdrobniem imienia żeńskiego Margareth. Polski odpowiednik imienia Margareth to Małgorzata.
Meghan obchodzi imieniny: 27 marca.
Znane osoby noszące imię Meghan:
- Meghan (księżna Sussexu) – amerykańska aktorka i aktywistka społeczna, od 2018 członkini brytyjskiej rodziny królewskiej
- Meghan Trainor – amerykańska piosenkarka i producentka muzyczna.